# Elizabeth Scott
Pour les articles homonymes, voir Scott.
Elizabeth Leonard Scott (23 novembre 1917 — 20 décembre 1988) est une mathématicienne et astronome américaine, spécialisée dans les statistiques.

## Formation
Elizabeth Scott est née à Fort Sill, Oklahoma. Sa famille s'installe à Berkeley, en Californie, alors qu'elle est âgée de 4 ans. Elle fréquente l'université de Californie à Berkeley où elle étudie les mathématiques et l'astronomie. Elle avait peu d'options pour poursuivre ses études en astronomie, car le domaine était largement fermé aux femmes à l'époque, aussi termine-t-elle ses études supérieures en mathématiques. Elle obtient son doctorat en 1949 sous la direction de Robert Jules Trumpler, et est nommée à un poste permanent au département de mathématiques de Berkeley en 1951.  

## Travaux
Elizabeth Scott est l'auteure d'une trentaine articles sur l'astronomie et autant sur l'analyse de la recherche sur les modifications du temps, incorporant et élargissant l'utilisation d'analyses statistiques dans ces domaines. Elle a également utilisé des statistiques pour promouvoir l'égalité des chances et l'égalité de rémunération pour les femmes universitaires. 
En 1957, Scott a noté un biais dans l'observation des amas de galaxies (en). Elle a remarqué que pour qu'un observateur trouve un amas très éloigné, il doit contenir des galaxies plus brillantes que la normale et doit également contenir un grand nombre de galaxies. Elle a proposé une formule de correction pour ajuster (ce que l'on a appelé par la suite) l'effet Scott,.

## Distinctions
Elizabeth Scott est membre de l'Institut de statistique mathématique. Elle est également fellow de la Royal Statistical Society depuis 1981. Elle est vice-présidente de l'Association américaine pour l'avancement des sciences de 1970 à 1971, vice-présidente de l'Institut international de statistique de 1981 à 1983, et présidente de l'Institut de statistique mathématique de 1977 à 1978. Elle est également présidente de la Société Bernoulli pour la statistique mathématique et les probabilités de 1983 à 1984.

## Hommage
Le Comité des présidents des sociétés de statistique décerne un prix en son honneur, le prix Elizabeth Scott, pour « favoriser les opportunités en matière de statistiques pour les femmes ». La première lauréate est la statisticienne Florence Nightingale David.